# Csengersima
Csengersima è un comune dell'Ungheria di 741 abitanti (dati 2005). È situato nella contea di Szabolcs-Szatmár-Bereg.